# Amperea xiphoclada
Amperea xiphoclada là một loài thực vật có hoa trong họ Đại kích. Loài này được (Sieber ex Spreng.) Druce mô tả khoa học đầu tiên năm 1916 publ. 1917.